# 経覚
経覚（きょうかく/ぎょうかく、応永2年（1395年）- 文明5年8月27日（1473年9月19日））は、室町時代の法相宗の僧侶。父は関白・九条経教、母は浄土真宗大谷本願寺（後の大谷家）の出身。母方の縁で後に本願寺8世となる蓮如を弟子として預かり、宗派の違いを越えて生涯にわたり師弟の関係を結んだ。興福寺別当である寺務大僧正を4度務めたことでも知られている。諡号は後五大院。

## 生涯
経覚の母親（法号・正林）が本願寺の出である事は記録などにも残されているが、具体的な身元は明らかになっていない。ただし、経覚の生年から5世綽如の娘であったとするのが一般的であり、これに基づけば蓮如の父である存如は経覚の従兄弟であったことになる。当時、本願寺は零落状態にあり、摂家である九条家の保護を受けるためにその家司的な事も行っており、経覚の母も九条家に出仕していた際に経教の手が付いたと考えられている。
13歳のとき、興福寺大乗院の考円の元で出家する。4年後には大乗院の門主となった。
応永33年2月7日（1426年）に興福寺別当に任じられ、以後も永享3年（1431年）・寛正2年（1461年）・文明元年（1469年）に3度別当に補任されている。中央とも繋がりが深く、6代将軍足利義教ら室町幕府の要人とも親交が深かったが、永享10年（1438年）に幕府への献金の減免を求めて義教の不興を買い、大乗院を追放された。代わって門主に補任された尋尊との間に直接の師弟関係はなく、義教の死で復権すると、大乗院の支配権をめぐって尋尊と長期間の暗闘をくりひろげることとなった。
だが、嘉吉の乱で義教が暗殺されると、大和の国人越智家栄・古市胤仙らの支援を受けて已心寺に入り、活動を再開。摂津河上五ヶ関の代官職を巡って成身院光宣・筒井順永兄弟と争い、嘉吉3年（1443年）に管領畠山持国（ともに義教に追放された経緯を持つ）の計らいで7代将軍足利義勝への拝謁が許され、持国の支持で光宣を追い落として経覚の下に古市胤仙・豊田頼英・小泉重弘が大和の支配を委ねられた。
嘉吉4年（1444年）、大和の国人を結集させて光宣兄弟の討伐を命じるが敗れ、逆に順永の攻撃を受ける。これに対して、大乗院境内の山に鬼薗山城を築いて籠城するが、翌年には同城も陥落して葛上郡の安位寺に逃れた。
文安4年（1447年）4月、古市胤仙によって強制的に本拠地である古市に迎えられる。その後、経覚は何度か安位寺に戻ろうとしたものの、その度に胤仙に阻まれて古市に留まる事を余儀なくされた。その背景として筒井氏との抗争や一族の離反に悩まされた胤仙が経覚を擁することで古市氏宗家の求心力を維持しようとしたこと、経覚も自身の権威を維持するためには古市氏の軍事力を必要としたために胤仙及び古市氏の要求を拒めなかったためであった。結果的に、経覚は遷化まで古市に留まることになる。だが、その後は再び復権して興福寺別当に還任され、大和一国に大きな影響力を有した。
文安5年（1448年）10月には具合の悪かった兄の九条満家に呼ばれ、次期九条家家督として、満家の嫡男であるが病弱であった加々丸（28歳になるが未だに元服をしていない）の10歳になる若君（九条政忠）か、満家の実子で4歳になる茶々丸（九条政基）のどちらに家を継がせばよいかを問われ、思案した経覚はひとまず10歳の若君を家督とし、将来には茶々丸に家督を譲らせるということにすれば良いのではというと、その通りに決まり、10歳の若君は満家の養子として家を継ぎ、加々丸は出家している。
宝徳元年（1449年）に九条満家が没すると、その遺児である政忠・政基兄弟の後見を務めた。
宝徳2年（1450年）7月27日、大僧正一座宣旨を受けるが、その報告のための春日大社参詣を筒井氏とそれを支持する衆徒が妨害したために、8月には古市胤仙・宇高有光が筒井派に属する者の邸宅の破却（追放を意味する）を行っている。
享徳2年（1453年）の古市胤仙の死により、翌享徳3年（1454年）に光宣と和睦。
康正2年（1456年）以降は兄の満家の孫で東大寺の子院・東南院の門跡となっていた覚尋に迷惑なほど頼られている。覚尋は東南院門跡としての職務を何一つ果たさず、経覚に頼ってばかりいたので経覚の心労の種になっていた。
文明5年（1473年）8月27日、迎福寺で死去した。

## 人物
酒井紀美は、経覚をライバルで『大乗院寺社雑事記』の著者でもある尋尊と比較し、尋尊が出来事に対し距離を置いて冷静かつ客観的な態度で執筆し、2つの対立する勢力に対して片方に加担することをしない人物であるのに対し、経覚は好奇心旺盛で行動的、求められない事に対しても自ら関わろうとする。2つの対立する勢力に対しては自らの判断で片方に加担して貫き通すが、信義には信義で応えようとする義侠心溢れる人物であると評価している。また、尋尊の『大乗院寺社雑事記』応仁元年6月21日条によれば、この日に尋尊を経覚が訪れて見物のために上洛すると述べている。まさに京都で応仁の乱が勃発したことが奈良にも伝わった直後の出来事であり、経覚は応仁の乱の合戦を「見物」しに行ったことになる。尋尊は経覚の行動を「不可然次第（然るべからざる次第＝不適切だ）」と評している。
日記に『経覚私要鈔』がある（後述）。

## 蓮如との関係
経覚は宗派こそ違ったものの、母方の実家である大谷本願寺との関係が深く、7世存如が死去した際には「50年来の知己で無双の恩人あった」と述べて本願寺に弔問の使者を送り、後日自身で本願寺を弔問している。
存如の庶子として生まれた蓮如は幼い頃に経覚の元に預けられ、彼の元で修学しており、その後も師弟として互いの大事には支援しあう仲であった。また、大乗院の荘園で経覚の支配下にあった越前河口庄細呂木郷（細呂宜郷とも）の代官に本願寺の末寺である和田本覚寺の住持蓮光を任じていた。
寛正の法難で延暦寺からの迫害を受けて本願寺存亡の危機に直面した蓮如が真っ先に相談に訪れたのも経覚の元であった。経覚は蓮光に管理を任せていた河口庄の吉崎へ移り再起を図る事を提案する。越前一帯には浄土真宗やそれ以外の浄土教系の諸宗派の信者が多く住んでいるために蓮如の布教には最適である事、逆に経覚の立場からしてもその頃越前の守護代であった甲斐氏と朝倉孝景の争いの影響で両氏による荘園の横領が続いており、信頼のおける甥分である蓮如に河口庄の代官的な役割を期待していたとされる。
蓮如は経覚の助言と蓮光の支援を受けて吉崎に吉崎御坊を建立してここで布教活動を開始する。一方、河口庄の年貢が経覚の元に無事に届くようにという配慮も欠かす事はなかった。本願寺が北陸地方において一大勢力に成長するのは経覚の死後程無くの事であった。

## 経覚私要鈔
経覚私要鈔（きょうがくしようしょう・経覚私要抄・安位寺殿御自記）は、経覚が記した日記である。原本82冊が国立公文書館（内閣文庫）に所蔵（ただし、1冊は尋尊の日記が誤って伝えられたものと判明している）され、平成15年（2003年）には重要文化財に指定された。写本も宮内庁書陵部、東京大学史料編纂所、東北大学に所蔵されている。
応永22年（1415年）から文明4年（1472年）までの分が現存しており（一部散逸）、日記部分の「日次記」と重要事件について特に記した「別記」に分けられている。興福寺内の寺務・寺領支配から大和国人衆の動向、京都の中央政界や親戚である九条家や本願寺の動きなどが詳細に記述されており、室町時代の政治・経済・社会・宗教に関する貴重な史料である。